# Zoofília (botànica)

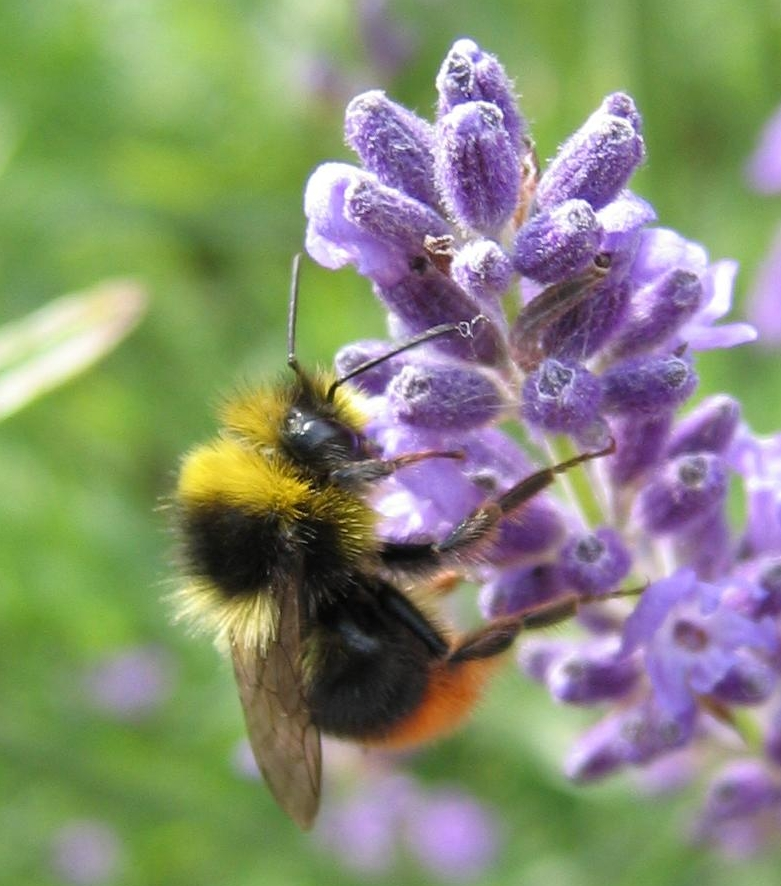
Bombus pratorum alimentant-se en una inflorescència de tipus espiga.

La zoofília o zoidiofília en botànica és l'adaptació de la plantes fanerògames que asseguren la seva pol·linització amb ajuda d'animals. En aquest context es diu vectors als animals que realitzen el transport. Evolutivament s'explica com una mena de relació simbiòtica entre planta i animal sorgida inicialment com a defensa dels vegetals contra la depredació excessiva de flors per part d'insectes, que menjaven indiscriminadament flors o parts de flors. Aquesta conducta va anar derivant cap a una pol·linització cada cop més especialitzada i eficient que ha fet possible la colonització d'ambients molt diversos, sense vent, i amb una major llunyania d'una planta a la seva veïna.
Les plantes zoòfiles presenten l'anomenada síndrome floral amb flors o caràcters adaptatius amb trets particulars, com poden ser trets òptics o olfactius cridaners per als animals pol·linitzadors, amb els quals guarden de vegades una relació molt específica. Solen posseir dispositius de reclam per a atreure als seus pol·linitzadors (colors vistosos, aromes, etc.), aliment que oferir-los (nèctar o pol·len), i de vegades sistemes mecànics per a assegurar el contacte suficient amb les anteres i l'estigma. Algunes vegades la flor atreu o reté als animals mitjançant l'engany, sense benefici per a ells. Entre les plantes zoòfiles abunden les pol·linitzades per insectes (entomòfiles) i per aus (ornitòfiles). Els insectes són vectors molt eficients i econòmics des del punt de vista energètic atès que no necessiten gaire
quantitat de recompensa, mentre que els ocells o els mamífers requereixen molt d'aliment. A més, els insectes solen ser molt més específics mentre que els pol·linitzadors menys especialitzats manipulen grollerament les flors i poden fer moltes destrosses en la recerca de la recompensa.

## Tipus
Depenent del tàxon al qual pertanyen els vectors es distingeixen casos especials: 
- Entomofília. Quan els vectors són insectes. És el cas més comú, el que fa de vegades que el terme es confongui amb zoofília.
- Ornitofília. Pol·linització per aus, com els colibrí o els nectarínids. Flors grosses vermelles o grogues, el color més atractiu per a les aus, i de tub estret són típicament ornitòfiles. Solen també ser flors no aromàtiques, amb molt de nèctar fluid. En el Vell Món les Proteàcies són sovint ornitòfiles. Al continent americà, els troquílids o colibrís pol·linitzen sense necessitat de cap suport, gràcies a la seva capacitat de sostenir-se en vol, mentre que els nectarínids, del vell món, han d'agafar-se a algun suport com l'eix de la inflorescència.
- Quiropterofília. Els megaquiròpters, sovint anomenats com rat-penats o guineus voladores, són gairebé sempre fitòfags que consumeixen fruita o pol·len, que sol presentar-se en flors grans de nombrosos estamenis. A més, aquestes flors són pèndules i robustes, capaces de sostenir el pol·linitzador, poc vistoses, de colors clars i olors intenses i d'obertura nocturna. En el Nou Món són freqüents les cactàcies pol·linitzades per ratapinyades o microquiròpters. En ambdós casos, les flors es caracteritzen per la seva gran producció de nèctar i pol·len i la seva robustesa, necessària per a suportar el pes de la ratapinyada mentre s'alimenta.

Altres grups d'animals pol·linitzadors, molt menys freqüents, entre els quals el caragols i llimacs (malacofília), alguns rèptils, alguns petits mamífers i alguns simis. També existeixen exemples més específics de coadaptació amb animals d'altres grups, com la relació entre els lèmurs variegats i Ravenala madagascariensis, el "arbre del viatger". L'home també es pot considerar un vector en les ocasions en les quals pol·linitza les flors de les seves cultius, allí on no existeixen els seus vectors naturals. Aquest és el cas de la vainilla, planta autòctona d'Amèrica però molt conreada avui dia en el Sud-est Asiàtic.

## Crítica
És important esmentar que, en molts casos, potser en la majoria d'ells, les flors són visitades per una gran varietat d'insectes o d'insectes i aus, etc. o són pol·linitzades pel vent i per animals. Són casos de síndromes florals mixts ( Arxivat 2008-09-28 a Wayback Machine.) que no calcen dintre d'un tipus o altre. Cal una reavaluació dels tipus de pol·linitzadors i és preferible classificar-los funcionalment i no taxonòmicament. Molts pol·linitzadors de divers grups taxonòmics poden realitzar una funció similar i, per tant, exercir pressions selectives similars en el tipus de flor.
També cal tenir en compte quant eficient és cada pol·linitzador, perquè no n'hi ha prou que sigui un visitant freqüent si no és capaç d'implicar pol·len.